# Oberamt Orb und Lohr
Das Amt Lohr (später Oberamt Orb und Lohr) war ein Amt von Kurmainz.

## Funktion
In der Frühen Neuzeit waren Ämter eine Ebene zwischen den Gemeinden und der Landesherrschaft. Die Funktionen von Verwaltung und Rechtsprechung waren hier nicht getrennt. Dem Amt stand ein Amtmann vor, der von der Landesherrschaft eingesetzt wurde.

## Geschichte
Kern des Amts Lohr war die Grafschaft Rieneck. Graf Philipp III. von Rieneck starb als letztes männliches Mitglied seiner Familie am 3. September 1559. Kurmainz zog daraufhin den Besitz als erledigtes Lehen ein. Neben den Mainzer Rechten waren aber auch andere Rechteinhaber betroffen. Man einigte sich auf folgende Lösungen. Die Stadt Lohr selbst und Sackenbach wurden der Witwe des Grafen als Wittum überlassen und ging erst mit deren Tod 1574 endgültig in Mainzer Besitz über. Im Biebergrund, der sieben Orte umfasste war ein Kondominat zwischen Mainz und Hanau entstanden. Dies galt auch für das Amt Partenstein. Partenstein selbst gehörte Mainz und Hanau zur Hälfte, der Rest des Amtes (Rodenbach, Wombach, Neuendorf, Nantenbach „ob der Bach“ und Lohrhaupten (Seulbacher Seite)) gehörte zur Hälfte Hanau und zu je einem Viertel Mainz und Rieneck. Der mainzische Besitz wurde als kurfürstlich mainzische Herrschaft Rieneck bezeichnet und in den Kellereien Lohr und Rieneck verwaltet.
Im Dreißigjährigen Krieg war Kurmainz 1632 schwedisch besetzt. Die schwedische Regierung in Mainz vergab die mainzischen Anteile an den Ämtern Rieneck, Partenstein, Lohrhaupten und Biebergrund an das protestantische Hanau. Mit dem Ende der schwedischen Besetzung wurde dies gegenstandslos, mit dem Westfälischen Frieden endgültig ungültig.
Die Kellerei Rieneck wurde 1673 an Johann Hartwig von Nostitz-Rieneck verkauft. 1684/85 lösten Mainz und Hanau das Kondominat: Hanau erhielt den Biebergrund und Lohrhaupten, der Rest des Amtes Partenstein kam zum Erzstift Mainz. Damit hatte das Amt Lohr seine endgültige Form gefunden. Das Amt Partenstein wurde 1699 letztmals in der Amtsbezeichnung des „Amtmanns zu Lohr und zu Partenstein“ erwähnt, danach ist nur noch vom Amt Lohr die Rede.
1782 kam es im Hochstift Mainz zu einer Ämterreform. Die Ämter Orb und Lohr wurden zu einem Oberamt Orb und Lohr zusammengefasst. Darunter bestanden die Kellerei Orb und die Kellerei Lohr. Und darunter bestanden die Amtsvogteien Lohr und Burgjoß-Hausen (zur Kellerei Orb) und Lohr und Frammersbach (zur Kellerei Lohr). Die Amtsvogtei Lohr bestand aus Lohr am Main, Sackenbach, Rodenbach am Main, Wombach, Nantenbach, Neuendorf, Langenprozelten und Rechtenbach. Zur Amtsvogtei Frammersbach gehörten Frammersbach, Wiesen, Ruppertshütten und Partenstein.
Das Oberamt Orb und Lohr gelangte infolge der Säkularisation von Kurmainz 1803 an das Fürstentum Aschaffenburg, gehörte anschließend mit diesem zum Großherzogtum Frankfurt und fiel 1814 an das Königreich Bayern.

## Amtsmänner in Lohr
- Johann von Wollstadt (1559–1569)
- Philipp von Dienheim (1560–1572)
- Hans Leonhard Kottwitz von Aulenbach zu Urspringen und Mühlbach (1572–1575)
- Hartmut von Cronberg d. J. (1576–1591)
- Hartmut von Cronberg d. M. (1591–1605)
- Wolf Dietrich von Dalberg, Kämmerer von Worms (1605–1613)
- Hermann von Cronberg (1613–1614)
- Hermann von Königstein-Schönburg (1619–1621)
- Johann Ludwig von Kerpen zu Zellingen (1621–1639)
- Johann Karl von und zu Frankenstein (1639–1649)
- Johann Peter von und zu Frankenstein (1649–1665)
- Johann Philipp Walbott zu Bassenheim (1665–1681)
- Wolfgang Dietrich Truchseß zu Wetzhausen (1681–1699)
- Johann Dietrich von Dalberg, Kämmerer von Worms (1699–1719)
- Philipp Christoph von Erthal (1719–1745)[1]
- Lothar Franz Michael von Erthal (1745–1782)
- Damian Hugo von Schmittburg (Oberamtmann von Orb und Lohr 1783–1803)
- Franz Philipp Will (Amtsverweser und Amtskeller der Amtskellerei Lohr 1783–1796)
- Franz Josef Debattis (Amtsverweser und Amtskeller der Amtskellerei Lohr 1796–1803)